# Charmoy (Saona i Loira)
Charmoy és un municipi francès, situat al departament de Saona i Loira i a la regió de Borgonya - Franc Comtat. L'any 2007 tenia 254 habitants.

## Demografia

### Població
El 2007 la població de fet de Charmoy era de 254 persones. Hi havia 98 famílies, de les quals 19 eren unipersonals (11 homes vivint sols i 8 dones vivint soles), 41 parelles sense fills i 38 parelles amb fills.
La població ha evolucionat segons el següent gràfic:
Habitants censats

### Habitatges
El 2007 hi havia 121 habitatges, 105 eren l'habitatge principal de la família, 9 eren segones residències i 8 estaven desocupats. 118 eren cases i 4 eren apartaments. Dels 105 habitatges principals, 70 estaven ocupats pels seus propietaris, 25 estaven llogats i ocupats pels llogaters i 9 estaven cedits a títol gratuït; 7 tenien dues cambres, 8 en tenien tres, 23 en tenien quatre i 68 en tenien cinc o més. 85 habitatges disposaven pel capbaix d'una plaça de pàrquing. A 58 habitatges hi havia un automòbil i a 41 n'hi havia dos o més.

### Piràmide de població
La piràmide de població per edats i sexe el 2009 era:
| Homes | Edats   | Dones |
| ----- | ------- | ----- |
| 0     | 95 o +  | 0     |
| 0     | 90 a 94 | 0     |
| 4     | 85 a 89 | 0     |
| 0     | 80 a 84 | 4     |
| 0     | 75 a 79 | 0     |
| 8     | 70 a 74 | 8     |
| 4     | 65 a 69 | 4     |
| 12    | 60 a 64 | 4     |
| 12    | 55 a 59 | 16    |
| 4     | 50 a 54 | 12    |
| 8     | 45 a 49 | 0     |
| 8     | 40 a 44 | 8     |
| 20    | 35 a 39 | 12    |
| 4     | 30 a 34 | 20    |
| 12    | 25 a 29 | 0     |
| 12    | 20 a 24 | 0     |
| 8     | 15 a 19 | 0     |
| 20    | 10 a 14 | 4     |
| 4     | 5 a 9   | 16    |
| 8     | 0 a 4   | 16    |

## Economia
El 2007 la població en edat de treballar era de 164 persones, 127 eren actives i 37 eren inactives. De les 127 persones actives 119 estaven ocupades (66 homes i 53 dones) i 9 estaven aturades (2 homes i 7 dones). De les 37 persones inactives 18 estaven jubilades, 13 estaven estudiant i 6 estaven classificades com a «altres inactius».

### Ingressos
El 2009 a Charmoy hi havia 111 unitats fiscals que integraven 279 persones, la mediana anual d'ingressos fiscals per persona era de 14.139 €.

### Activitats econòmiques
Dels 3 establiments que hi havia el 2007, 2 eren d'empreses de construcció i 1 d'una empresa d'hostatgeria i restauració.
Dels 3 establiments de servei als particulars que hi havia el 2009, 1 era una fusteria, 1 lampisteria i 1 restaurant.
L'any 2000 a Charmoy hi havia 46 explotacions agrícoles que ocupaven un total de 3.840 hectàrees.

## Poblacions més properes
El següent diagrama mostra les poblacions més properes.